# Анри Дюверие
Анри Дюверие (на френски: Henri Duveyrier) е френски пътешественик-изследовател на Африка.

## Ранни години (1840 – 1857)
Роден е на 28 февруари 1840 година в Париж, Франция, най-голямото дете на Чарлз Дюверие (1803 – 1866), известен драматург, и английската му съпруга Елън Клер. Образованието си получава в Лайпциг и Лондон, където за известно време е стажант при известния немски пътешественик Хайнрих Барт, което спомага за по-нататъшната му кариера като пътешественик-изследовател на Северна Африка.

## Изследователска дейност (1857 – 1861)

### Експедиция в Алжир (1857)
През 1857 г., едва 17-годишен попада в Алжир и решава да се отдаде на изследването на тази страна. Съумява да се добере до град Лагуат, неотдавна завзет от французите. Там той се запознава с номадите и за първи път вижда истинска пустиня. Идеята да се заеме с изучаването на пустинята и живота на туарегите се оказва у Дюверие сериозно увлечение.
След завръщането си във Франция, Дюверие описва в обширна статия своите преживявания в пустинята, която излиза в Германия през 1858 г. – „Notizen über vier herber. Völkerschaften“ (в сборника „Zeitschrift der Deutschen Morgenländischen Gesellschaft“, 1858). Освен това той завързва преписка с известния немски изследовател на Африка Хайнрих Барт (която продължава до смъртта на немския учен), който одобрява замисълът на юношата и дава на младия изследовател множество полезни съвети. Подобна преписка Дюверие води и с Густав Нахтигал.

### Експедиция в Северна Африка (1859)
През 1859 г. предприема нова експедиция в Северна Африка като посещава Алжирска Сахара, Южен Тунис, Триполитания, Фезан, Мурзук и областта Туарег-Арджер. Тръгва от Алжир на югоизток, достига до Бискра, продължава на юг-югозапад през долината на сухата река Мзаб и пръв достига оазиса Ел Голеа. Оттам, през Уаргла и Тугурт, достига до Габес в Тунис.

### Експедиция в Сахара (1860 – 1861)
През 1860 г. получава субсидия от френското правителство за продължаване на изследванията си в Сахара. Същата година от Габес тръгва на юг, преминава последователно през Гадамес, Западен Фезан и Гат, изследва платото Тасили Н'Аджер и северната част на масива Ахагар и през 1861, през Мурзук и Сокна, се завръща в Триполи.
През 1864 излиза от печат монографията му „Les Touareg du Nord“ (в превод „Северните туареги“).

## Следващи години (1870 – 1892)
През 1870 г. Дюверие участва във Френско-пруската война и известно време прекарва в германски плен. През 1874 г. пътешества в Южен Тунис, а през 1876 – в Мароко.
Завършва живота си със самоубийство на 25 април 1892 година в Севър, Франция, на 52-годишна възраст.

## Трудове
- Les Touareg du Nord, Paris, 1864 г.